# عمارلو (خراسان)
عمارلو نام یکی از ایلهای کرمانج که مرکز ایشان دشت ماروش Maarus یا ماروسک Maaruzsk در شهرستان نیشابور می‌باشد. بنا به کتاب حرکت تاریخی کرد به خراسان نوشته کلیم الله توحدی ایشان را شاه عباس صفوی به اینجا آورده و در زمان نادر شاه افشار گروهی ازایشان را به فرماندهی ولی خان عمارلو به استان گیلان منطقه خورگام Xorgaam کوچانده‌اند تا از ایران در برابر قوای روس دفاع کنند. فرزندان ولی خان عمارلو امروزه خوانین جیرنده می‌باشند و دو خانواده زند Zand و مهرابی Mehraabi را تشکیل می‌دهند.

## نام عمارلو
عمارلو AAmmaarlu یا به بیانی آمارلوAAmaarlu نام ایلی از ایلات معتبر کرمانج است که زمان نادر شاه افشار از دشت ماروشMarus یا ماروسکMaruzsk شهرستان نیشابور در استان خراسان به استان گیلان شهرستان رودبار آورده شدند تا در برابر قوای روس مدافع خاک ایران باشند. عده‌ای نیز بر این باورند که ایشان از اقوام آماردAamaard هستند که زمانی تمدن مارلیک را در کرانه سپیدرود بنیان نهادند. نام قدیمی عمارلو خورگام بوده است.
بعد از صفویه، نادر شاه نیز به انتقال بعضی از ایل و طایفه‌ها فرمان داد. چنانکه طایفة (عمارلو) را که از جملة طوایف کرد شمال خراسان بود به منطقه‌ای از کوهستانهای (گیلان ) کوچانید که در سمت غربی کوههای (الموت) واقع است. و این منطقه اینک به نام همین طایفه نامیده می‌شود، زیرا که بیشتر مردمانش از طایفة (عمارلو )هستند. و گویشی را که هنوز به آن سخن می‌گویند(کردی ) یا (کرمانجی – Kermanji می‌نامند.

## عمارلو در نقاط دیگر
- عمارلو - زنجان
- عمارلو - گیلان

## تیره های ایل عمارلو
- آزلو: در ماروسک
- پایی: در ماروسک
- بگیارلو: در روستای امارلو از توابع نیشاپور ساکن است.
- ارتکانلو: در روستای ارتیان (نزدیک به محمدآباد) از توابع درگز ساکن است و نیز در روستاهای ماروسک نیشاپور.